# Никитин, Николай Моисеевич
Николай Моисеевич Никитин (19 декабря 1926 года — 13 октября 2008 года) — бригадир комплексной бригады колхоза имени Мичурина Аургазинского района БАССР. Герой Социалистического Труда. Участник Великой Отечественной войны.

## Биография
Николай Моисеевич Никитин родился 19 декабря 1926 г. в с. Манеево Аургазинского района БАССР. Чуваш. Получил среднее образование.
Трудиться начал в 1941 г. после окончания Меселинской средней школы почтальоном колхоза «Красный Восток» Аургазинского района.
В 1943 г. призван в Красную Армию, участвовал в Великой Отечественной войне, до 1948 г. служил в составе 313-й стрелковой дивизии в Ворошилове Приморского края (ныне г. Никольск-Уссурийск).
В 1948—1952 гг. — бригадир полеводческой бригады колхоза имени Мичурина Аургазинского района, в 1952—1953 гг. обучался в сельскохозяйственной школе полеводов Аургазинского района, затем вернулся на прежнее место работы. В 1963 г. назначен заместителем председателя, а в 1965 г. — бригадиром комплексной бригады колхоза имени Мичурина Аургазинского района БАССР.
В 1976—1980 гг. бригада, руководимая Н. М. Никитиным, выполнила план производства зерна на 130 процентов, картофеля — на 121 процент и лука-севка в 2 раза больше. За десятую пятилетку урожайность зерновых возросла на 10,8 центнера с гектара, по сравнению с девятой пятилеткой производство зерна увеличилось на 58 процентов, картофеля — на 24, овощей — на 47 процентов.
В 1980 г. на площади 635 гектаров средняя урожайность зерновых составила 34,8 центнера с гектара, на 6,8 центнера больше, чем по колхозу. Урожайность картофеля на площади 69 гектаров составила 184 центнера с гектара, на 11 центнеров больше, лука-севка — на 30 гектарах — 65 центнеров с гектара, на 25 центнеров больше, чем по колхозу. По бригаде план десятой пятилетки по продаже зерна выполнен на 162 процента, картофеля — на 181, лука-севка — на 198 процентов План 1980 г. по продаже зерна государству выполнен на 228 процентов, картофеля — на 146, лука-севка — на 180 процентов Выполнение пятилетнего плана продажи зерна по колхозу составило 135 процентов, картофеля — 133, лука-севка — 145 процентов, в 1980 г — соответственно 161, 138 и 120 процентов.
За выдающиеся успехи в развитии сельского хозяйства и выполнении социалистических обязательств по увеличению производства и заготовок зерна и других продуктов земледелия в 1980 г. и десятой пятилетке Указом Президиума Верховного Совета СССР от 23 февраля 1981 г Н. М. Никитину присвоено звание Героя Социалистического Труда.
До ухода на пенсию в 1986 г. работал заведующим фермой по откорму крупного рогатого скота в колхозе имени Мичурина.
Никитин Николай Моисеевич умер 13 октября 2008 года.

## Награды
- Золотая медаль «Серп и Молот» (23.2.1981);
- Орден Ленина (8.4..8.1971).
- Орден Ленина (22.12.1976).
- Орден Ленина (23.2.1981).
- Орден Октябрьской Революции (1973)
- Орден Отечественной войны 2 степени (11.03.1985)[2]
- Медаль «За трудовую доблесть»
- «В ознаменование 100-летия со дня рождения Владимира Ильича Ленина» (6 апреля 1970)
- «За победу над Германией в Великой Отечественной войне 1941—1945 гг.» (9.5.1945)
- «20 лет Победы в Великой Отечественной войне 1941—1945 гг.» (7 мая 1965[3])
- «30 лет Победы в Великой Отечественной войне 1941—1945 гг.»[4]
- Медаль «Сорок лет Победы в Великой Отечественной войне 1941—1945 гг.»[5]
- Юбилейная медаль «50 лет Победы в Великой Отечественной войне 1941—1945 гг.»[6]
- «Ветеран труда»
- «30 лет Советской Армии и Флота»[7]
- «40 лет Вооружённых Сил СССР»[8]
- «50 лет Вооружённых Сил СССР» (26 декабря 1967[9])
- «60 лет Вооружённых Сил СССР» (28 января 1978[10])
- Знак «25 лет победы в Великой Отечественной войне» (1970)

- Почетной грамотой Президиума Верховного Совета БАССР (1961).